# Harold Trompetero
Harold Trompetero Saray (Bogotá, 12 de abril de 1971) es un director, productor, libretista, guionista y comunicador social de Colombia de ascendencia siria.

## Biografía
Harold Trompetero Saray nació en Bogotá en 1971. Es comunicador social de la Pontificia Universidad Javeriana y publicista de la Universidad Jorge Tadeo Lozano, cursó estudios de cine en Cuba, España y Francia. Ejerció como Director Creativo por tres años en la Agencia Leo Burnett en Bogotá.
Ha sido director de series y telenovelas Cartas a Harrison y Amor a mil, así como comerciales, videos musicales y producciones de vídeoarte. Su primer largometraje fue Diástole y sístole, los movimientos del corazón, premiado en el Festival Internacional de Cine de Cartagena de Indias en 2000.
En publicidad ha recibido varios galardones, entre ellos: León de Oro en Cannes, FIAP, New York Festival, Festival de Publicidad del Caribe, Moebius Telly, Nova, Cóndores. Durante varios años se desempeñó como director creativo de la agencia hispana Siboney USA en Nueva York, ciudad en la que se radicó por cinco años y en la que produjo los largometrajes Dios los junta y ellos se separan, Violeta de mil colores y Riverside. Volvió a Colombia para desempeñarse como Vicepresidente Creativo de la agencia de publicidad TXT, de la cual es socio.
En junio de 2007 recibió cinco galardones en el Festival Internacional de Cine Chico de La Palma, entre ellos, los de mejor largometraje y director, por su película Violeta de mil colores (la cual fue exhibida en el marco del Festival de Cine de Bogotá). Además recibió la estrella a mejor cortometraje y al mejor actor por su cortometraje Siete cortos de valor. Hasta el momento ha publicado tres libros, uno en solitario titulado Todos estamos enfermos de algo que no sabemos qué es (2001), y dos junto a Andrés Moya: El manual del buen Pirobo y Del Putas.
En 2007 dirigió para la productora Dago García Producciones Muertos de susto, que se estrenó el 25 de diciembre de ese año. En 2009 estrenó dos largometrajes: El man, el superhéroe nacional, donde incluyó elementos de la idiosincrasia colombiana, y Riverside, que considera realmente su ópera prima. En 2010, estrenó la película más taquillera en Colombia El paseo producida por Dago García Producciones, en 2011 Locos, y para 2012 estrena Mi gente linda, mi gente bella y El paseo 2.

## Filmografía
- 1999: Diástole y sístole
- 2005: Violeta de mil colores
- 2006: Dios los junta y ellos se separan
- 2007: Muertos de susto
- 2009: El man
- 2009: Riverside
- 2010: El paseo
- 2011: Locos
- 2012: Mi gente linda, mi gente bella
- 2012: El paseo 2
- 2013: De Rolling por Colombia
- 2014: De Rolling 2: Por el sueño mundialista
- 2014: Todas para uno
- 2015: Pa ¡Por mis hijos lo que sea!
- 2016: Perros, con John Leguizamo y María Nela Sinisterra.
- 2016: Los Oriyinales
- 2017: Nadie sabe para quién trabaja
- 2017: Keyla (productor ejecutivo)[1]
- 2018: Pa' las que sea papá
- 2019: Mamá al volante
- 2019: La pachanga
- 2024: Quiero que me mantengan
- 2024: La Patasola

## Libros
- 1997: Manual del buen pirobo (con Andrés Moya)
- 1999: Del putas (con Andrés Moya)
- 2001: Todos estamos enfermos de algo que no sabemos qué es
- 2016: Todos los domingos son el fin del mundo
- 2019: La vida es un hueco (con Andrés Moya)